# Ruine Altsummerau
Die Ruine Altsummerau ist die Ruine einer Höhenburg südlich der Argen auf dem 500 m ü. NN hohen Kapf bei Rattenweiler zugehörig zum Ortsteil Langnau der Stadt Tettnang im Bodenseekreis in Baden-Württemberg.

## Geschichte
Die von den Herren von Summerau erbaute Burg wurde 1152 erwähnt. Sie war bis zum Übergang an die Bischöfe von Konstanz Stammburg des nach ihr benannten Adelsgeschlechts. Sie wurde im 13. Jahrhundert erneuert und im Laufe des Dreißigjährigen Krieges zwischen 1633 und 1660 zerstört.

## Anlage
Von der ehemaligen Burganlage sind noch relativ üppige Reste des Bergfrieds mit einem gesicherten Gewölbe und weiterhin zahlreiche über deren ganzer Länge gesicherte Mauerreste, d. h. prinzipiell die gesamte Wehrmauer sowie Grundmauern von sonstigen Gebäuden, erhalten. Die Burg erlaubt einen durch den dortigen Laubwald begrenzten Blick mehrere hundert Meter einen Steilhang hinunter auf das Camping-Areal bei Laimnau-Badhütten (mit Fußgängerbrücke) sowie weiter die Argen aufwärts nach Unter- und Oberlangnau.
Siehe auch: Burgrest Neusummerau